# Лианозов, Георгий Мартынович
Гео́ргий Марты́нович Лиано́зов (Гево́рг Марты́нович Лианося́н; арм. Գևորգ Մարտինի Լիանոսյան; 12 (24) сентября 1835, Сигнах — 15 (28) февраля 1907, Москва) — российский промышленник, общественный и политический деятель, меценат. Действительный статский советник, купец 1-й гильдии, коммерции советник.

## Биография
Родился в 1835 году в армянской семье. Являлся потомственным почётным гражданином. Брат — Степан Мартынович Лианозов, сын — Степан Георгиевич Лианозов.
В начале 1880-х годов купил по льготной цене нефтеносный участок около Баку. Позднее построил бензиновый, керосиновый, масляный и гипсолитовый заводы в Баку, а также склады в Баку и Батуме.
В 1896 году основал Русское нефтепромышленное общество (РУНО) с основным капиталом 1,1 млн рублей. Также владел рыболовными «Лианозовскими промыслами» и занимался поставками в Европу чёрной икры.
В 1888—1903 годах владел имением Алтуфьево, где основал дачный посёлок, названный его фамилией.
Занимался благотворительностью, являлся бессменным членом Совета Каспаровского для бедных армян приюта и директором Московского тюремного комитета (занимался организацией помощи заключённым).
Умер в 1907 году в Москве, похоронен на Армянском кладбище Москвы (могила не сохранилась).